# Південно-російське гірничопромислове товариство

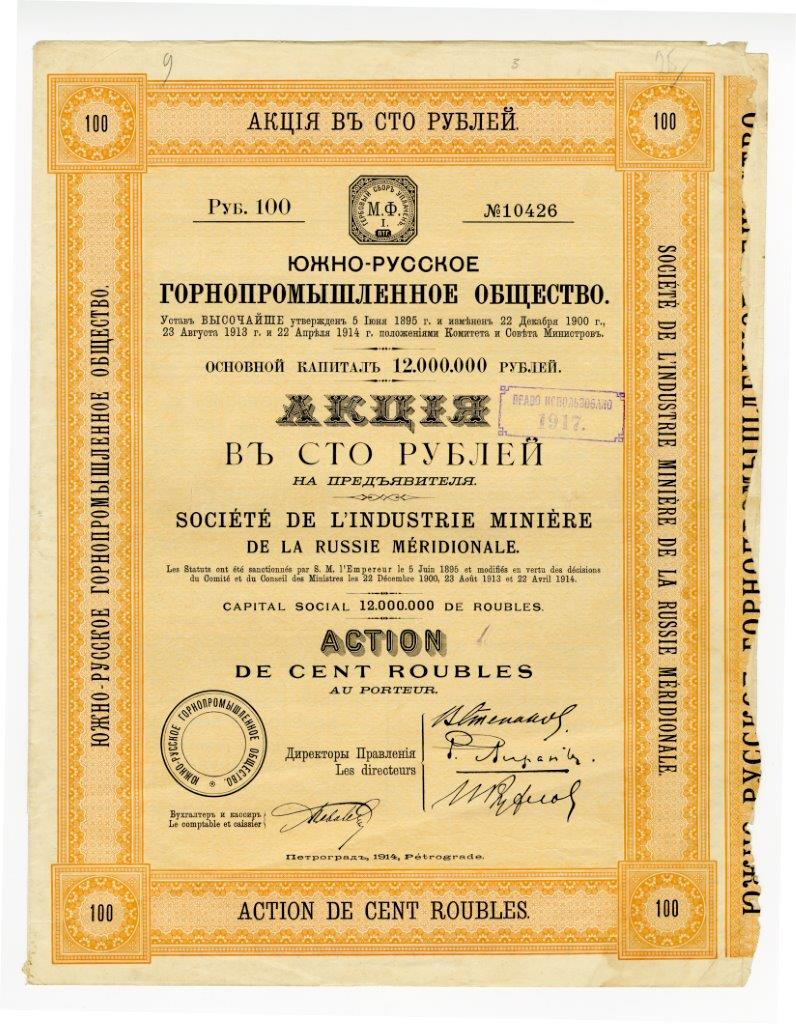
Акція у 100 руб. на пред'явника Южно-Русского гірничопромислового товариства з основним капіталом 12 млн руб. Петроград, 1914

Південно-російське гірничопромислове товариство (ПРГО) (рос. Южно-русское горнопромышленное общество) — одна з провідних вугледобувних компаній Донецького кам'яновугільного басейну Російської імперії. Зареєстрована в 1895 в Санкт-Петербурзі (Статут Найвище затверджений 5 червня 1895, змінений 22 грудня 1900, 23 серпня 1913 і 22 квітня 1914), там же розташовувалося правління. Основний капітал Південно-Російського товариства, що спочатку становив 1,38 млн руб., був згодом доведений до 12 млн руб.
Займалося розробкою та освоєнням власних кам'яновугільних копалень при цьому постійно збільшуючи їх кількість шляхом придбання нових. Зокрема після банкрутства на початку 1914 Олексіївського гірничопромислового акціонерного товариства ПДРВВ скупило шахти, що належали йому, у Чистякове (Донецької області, Україна).
У 1914—1915 пущено в експлуатацію шахти Капітальна, 3 Дон-ПРГО, Грабовський рудник, шахти Гербильського, Вербило та інші.
Підприємствами Південно-Руського гірничопромислового товариства у різний час керували Ст. А. Степанов, відомий російський гірничий інженер, згодом політик, член Державної Думи Російської імперії та діяч Білого руху, а також М. В. Смідович, фахівець гірничої справи, брат письменника В. В. Вересаєва (Смідовича).
Акції котувалися зокрема й Паризької фондової біржі.